# Нтамвана, Симон
Симон Нтамвана (рунди Simon Ntamwana, 3 января 1946 года, Руанда-Урунди) — католический прелат, епископ Бужумбуры с 14 ноября 1988 по 21 января 1997 год, архиепископ Гитеги с 21 января 1997 года.

## Биография
24 марта 1974 года Симон Нтамвана был рукоположён в священника.
14 ноября 1988 года Римский папа Иоанн Павел II назначил Симона Нтамвану епископом Бужумбуры. 5 февраля 1989 года состоялось рукоположение Симона Нтамваны в епископа, которое совершил кардинал Бернарден Гантен в сослужении с епископом Бужумбуры Мишелем Нтуяхагой и епископом Муйинги Рожером Мпунгу.
24 января 1997 года Римский папа Иоанн Павел II назначил Симона Нтамвану архиепископом Гитеги.